# Концентрация внимания
Концентра́ция внима́ния — удержание информации о каком-либо объекте в кратковременной памяти. Такое удержание предполагает выделение «объекта» в качестве понятия из общего представления о мире.
Концентрация внимания является одним из свойств внимания. Другие свойства внимания: устойчивость, объём и переключаемость. Нарушение способности к концентрации внимания носит название «рассеянность внимания».

## Классификация
Внимание может быть произвольным, непроизвольным и послепроизвольным:
- Произвольное внимание — сознательный процесс, направленный на сосредоточение на каком-либо объекте, даже при отсутствии личного интереса, но необходимый в силу каких-либо причин (профессиональная деятельность, обучение и тому подобное).
- Непроизвольное внимание — неосознанный процесс, вызывается новыми, яркими или нестандартными объектами.
- Послепроизвольное внимание — произвольное, не требующее специального сосредоточения в силу личного или профессионального интереса.

Соответственно, по видам внимания подразделяют и концентрацию внимания на произвольную, непроизвольную и послепроизвольную.

## Современная наука
Современные психологи долгое время считали, что концентрация внимания со временем облегчает восприятие визуальных стимулов и усиливает их контрастность. Это мнение опроверг Сэмюель Линг (англ. Samuel Ling) из Нью-Йоркского университета.